# László Kardos
Dans le nom hongrois Kardos László, le nom de famille précède le prénom, mais cet article utilise l’ordre habituel en français László Kardos, où le prénom précède le nom.
Pour les articles homonymes, voir Kardos (homonymie).
László Kardos, né le 8 octobre 1905 à Budapest (Hongrie) et mort le 11 avril 1962 à Los Angeles (États-Unis), est un réalisateur, scénariste monteur et danseur hongrois. Il a effectué la dernière partie de sa carrière cinématographique aux États-Unis où il travaille sous le pseudonyme de Leslie Kardos.

## Biographie
Acteur et danseur à l'origine, il a parcouru le monde entier. Il a ensuite travaillé comme directeur de théâtre à Berlin. En 1933, il retourne en Hongrie et travaille comme monteur et réalisateur. En 1940, il émigre aux États-Unis, où il poursuit sa carrière en tant que réalisateur.
Il a d'abord réalisé le film Les Quatre Mousquetaires et demi, qui a été tourné à Budapest, puis plusieurs comédies hongroises.

## Vie privée
Il est le fils du propriétaire d'imprimerie Gábor Kardos (1860-1929) et de Fanni Löbl (1866-1934),. Ses grands-parents paternels étaient Lipót Klein et Rozália Donáth, ses grands-parents maternels étaient le marchand Mór Löbl et Amália Ebenspanger. Sa sœur était Erzsébet Kardos, secrétaire de vaudeville et seconde épouse de l'acteur Szőke Szakáll .
Sa femme était Mária Paszternák, dite « Lenke », la sœur du producteur de films américain d'origine hongroise Joe Pasternak. Ils se sont mariés le 24 mars 1935 dans le 7e arrondissement de Budapest.

## Filmographie

### Réalisateur
- 1935 : Les Quatre Mousquetaires et demi (Viereinhalb Musketiere)
- 1936 : Barátságos arcot kérek
- 1936 : Sportszerelem
- 1937 : 120-as tempó (hu)
- 1940 : Les Bas-fonds du Caire (en) (Dark Streets of Cairo)
- 1943 : To My Unborn Son (court-métrage)
- 1951 : Le Cabaret du soleil couchant (The Strip)
- 1953 : Le Joyeux Prisonnier (Small Town Girl)
- 1956 : Le Pénitencier de la peur (The Man Who Turned to Stone)
- 1957 : Tijuana, cité corrompue (en) (The Tijuana Story)

### Scénariste
- 1946 : Pas de congé, pas d'amour (No Leave, No Love) de Charles Martin
- 1956 : Deux nigauds dans le pétrin (en) (Dance with Me, Henry) de Charles Barton

### Monteur
- 1934 : Helyet az öregeknek de Béla Gaál